# Bér Dezső
Bér Dezső, 1904-ig Behr (Kalocsa, 1875. április 10. – Budapest, 1924. október 7.) magyar festő, grafikus, karikaturista és plakáttervező.

## Élete és munkássága

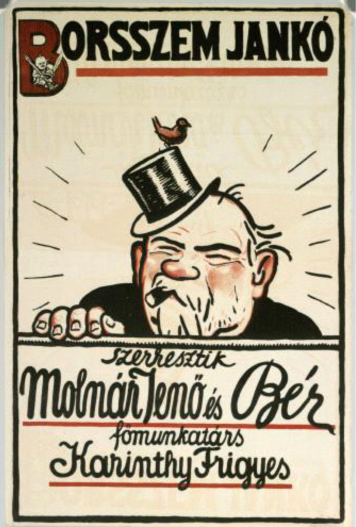
Bér Dezső munkássága leginkább a Borsszem Jankó nevű élclaphoz fűződött

Behr Mór és Pirniker Zsófia gyermeke. Felesége Bleuer Erzsébet volt. Budapesten megkezdett jogi tanulmányait két év után abbahagyta, majd 1894-től a Képzőművészeti Főiskolán tanult. 1898-tól 1901-ig a Mintarajziskolában Székely Bertalan, Balló Ede és Hegedűs László tanítványa volt. Tanulmányait külföldön mélyítette el, Párizsban, Münchenben, majd Rómában folytatott tanulmányokat. Hazatérve munkásságával a modern magyar plakátművészet egyik kimagasló alakjává vált. Sokan az ő és Faragó Géza nevéhez kötik a modern európai színvonalú magyar plakátművészet kialakulását. Napi megélhetés végett újságoknak készített illusztrációkat, de legnagyobb népszerűséget politikai és társadalmi témájú karikatúráival éri el. Rajzolója volt a Bolond Istók és Kakas Márton nevű élclapoknak, bár munkássága leginkább a Borsszem Jankó nevű élclaphoz fűződött, amelynek kezdetben csupán külső, majd belső munkatársa, rajzolója volt, később a szerkesztői tisztségét is ellátta, és Faragó József után, 1910-től fogva a lap művészeti vezetője volt, egészen haláláig. A Kommün alatt leváltották tisztségéből, bár tudása miatt a központi irányítás alá vett lap munkatársaként meghagyják. A kommün leverése után visszakerült eredeti posztjába, és tovább felügyelte a lap művészi színvonalát.
1903-ban a Nemzeti Szalonban, 1906-ban a Könyves Kálmán Szalonban rendezett kiállítást. Őszi szántás a Naphegyen című színes rajzával 1911-ben elnyerte a Nemzeti Szalon ezüstérmét.
Illusztrálja feleségének, Bér Böskének a Kis emberekről, kis embereknek című mesegyűjteményét. Plakátjai megtalálhatóak a nagyobb magángyűjteményekben épp úgy, mint a Magyar Nemzeti Galéria Plakáttárában. Kőnyomatos plakátjai méltón képviselik a 20. század elejének magyar társadalmi, gazdasági sokszínűségét, rajzai, karikatúrái pedig hűen mutatják be a kor politikai- és társadalmi viszonyait. Karikatúráiban nem a felszínes hasonlóság adta olcsó viccelődést képviseli, hanem gyakran választotta témájául és élcelődött azokon a groteszk helyzeteken, amelyet a kor társadalma, politikai közélete megkerült. Szókimondó, mély emberi érzésekből fakadó rajzai napok alatt elhíresültek, mint például a két pártra szakadt parlament, egymással egyáltalán nem beszélő, egymás javaslatait rendre leszavazó képviselők víg közös csoportképe, amelynek szöveg aláírásából kiderül, egyszer és egy dologban létrejön az egyetértés, mindnyájan Kőbányai Polgári sert isznak. A rajzban benne van a kor átlag-emberének nézete, a politikáról, és csak a saját érdekeiket szemlélő akkori képviselőkről, akik ha jó ser akad, rögvest hagyják az ország érdekeit veszni, miközben köztudott a valóság: „s kitántorgott Amerikába másfél millió emberünk” (József Attila). 
Bér rajzai, plakátjai fontos része kultúránknak, a hazai alkalmazott grafika egyik legjelesebbjeként.
1924. október 7-én délelőtt fél tizenkettőkor halt meg Budapesten, a halál oka szívbénulás volt. 1924 októberében a Farkasréti temetőben helyezték örök nyugalomra.

## Műveiből

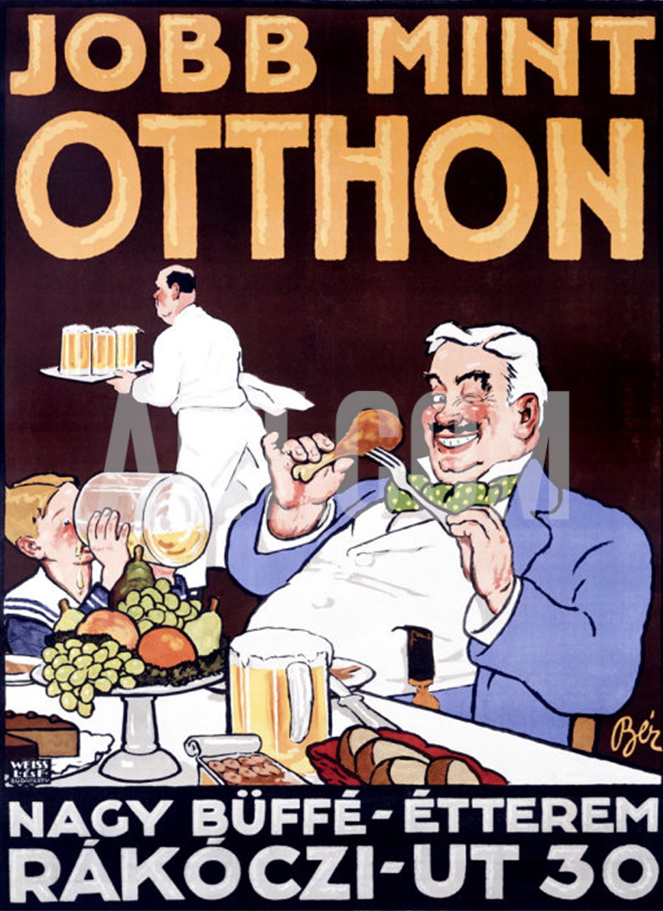
Plakát

- Önarckép (1900-as évek) (vegyes technika, papír; Kieselbach Galéria)
- Őszi szántás a Naphegyen (1911)
- Jobb mint otthon: plakát (1910-es évek)

## Díjak
- Nemzeti Szalon ezüstérme (1911)

## Galéria

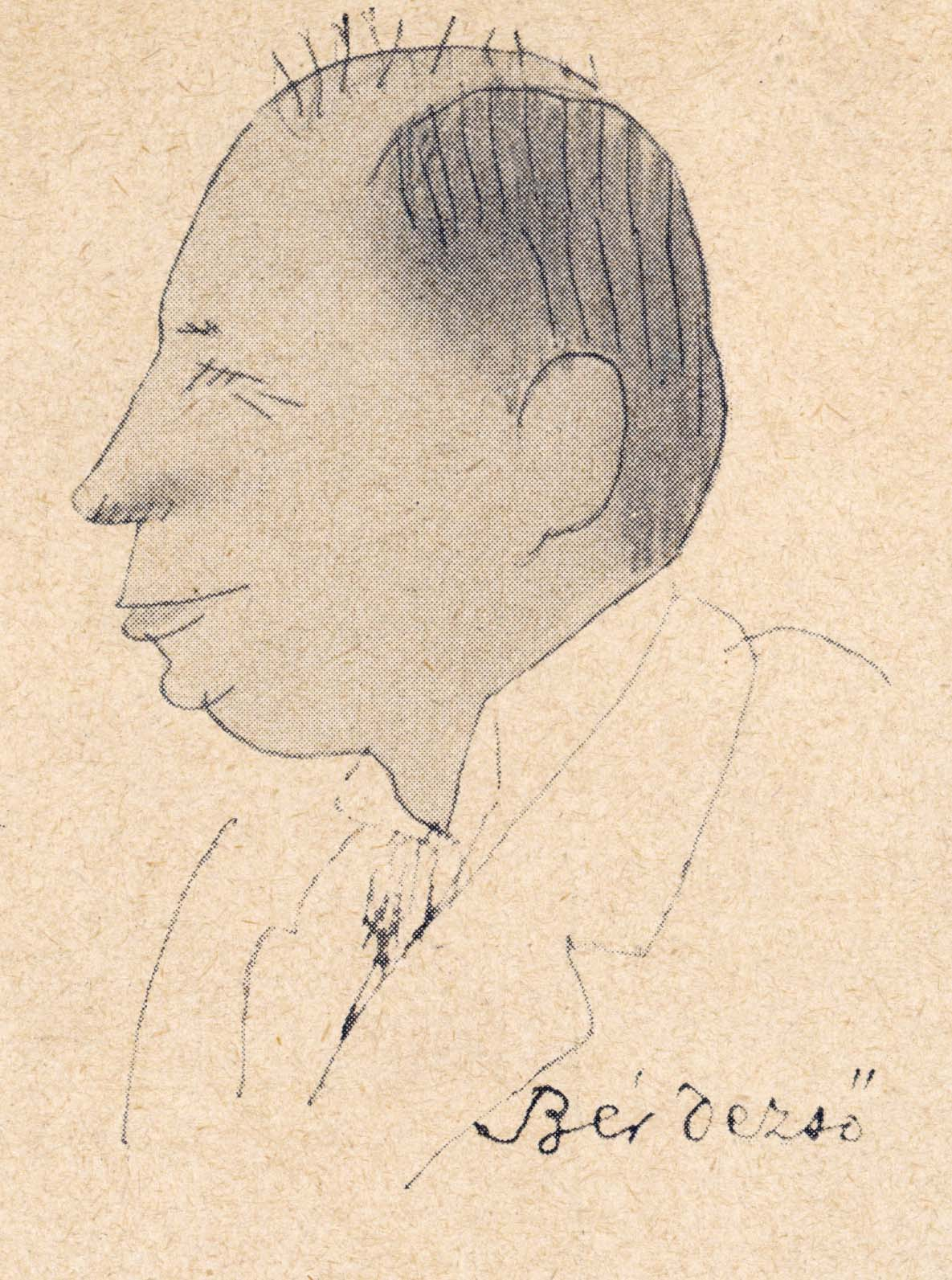
Karikatúra
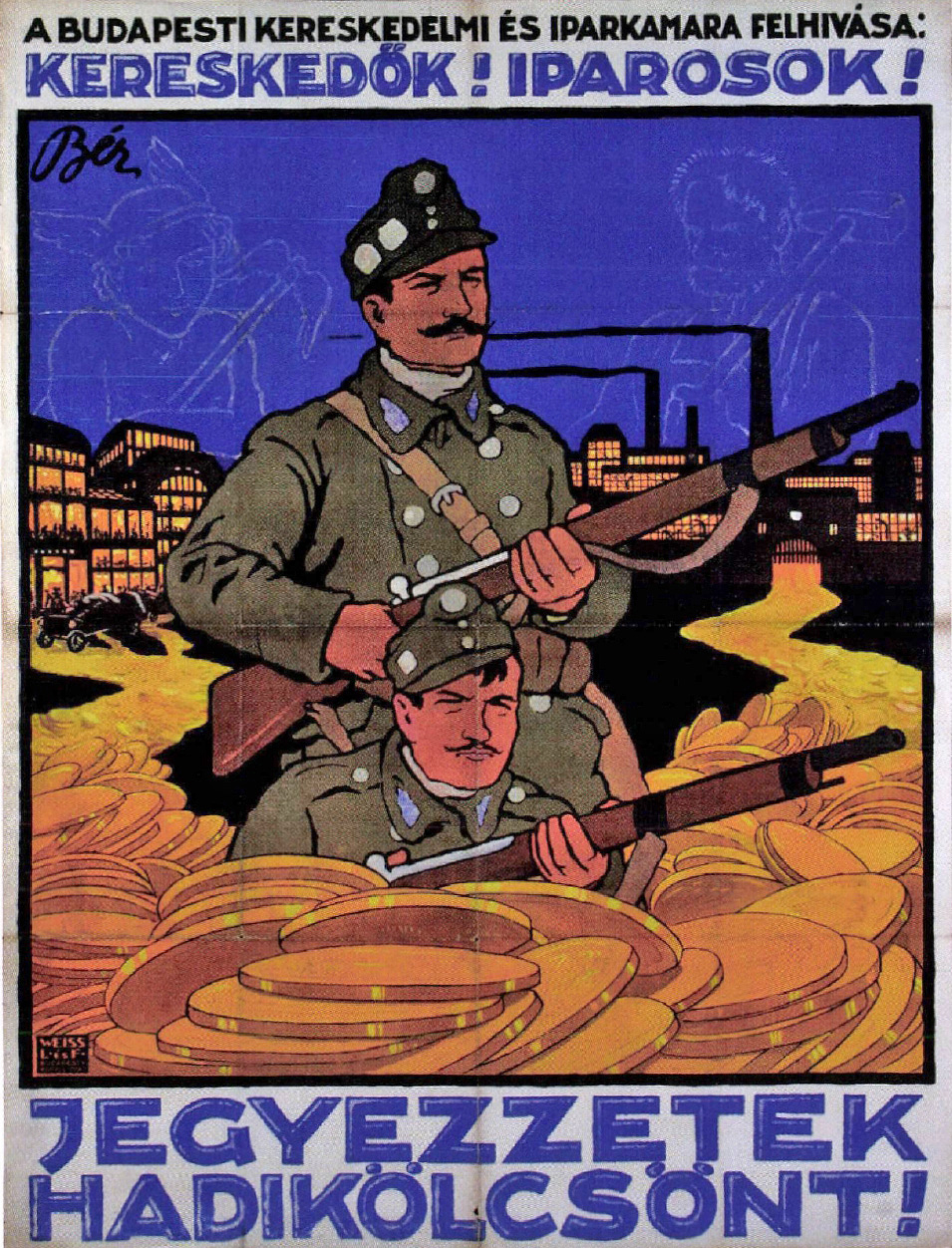
Hadikölcsön
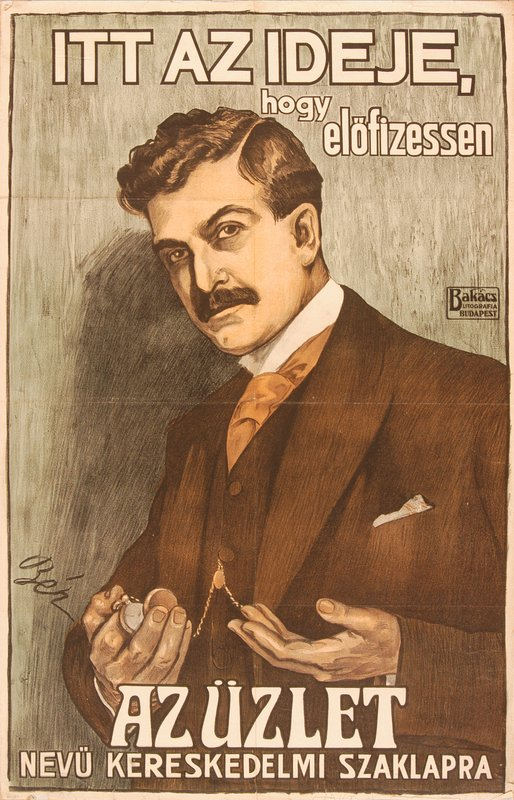
Az üzlet
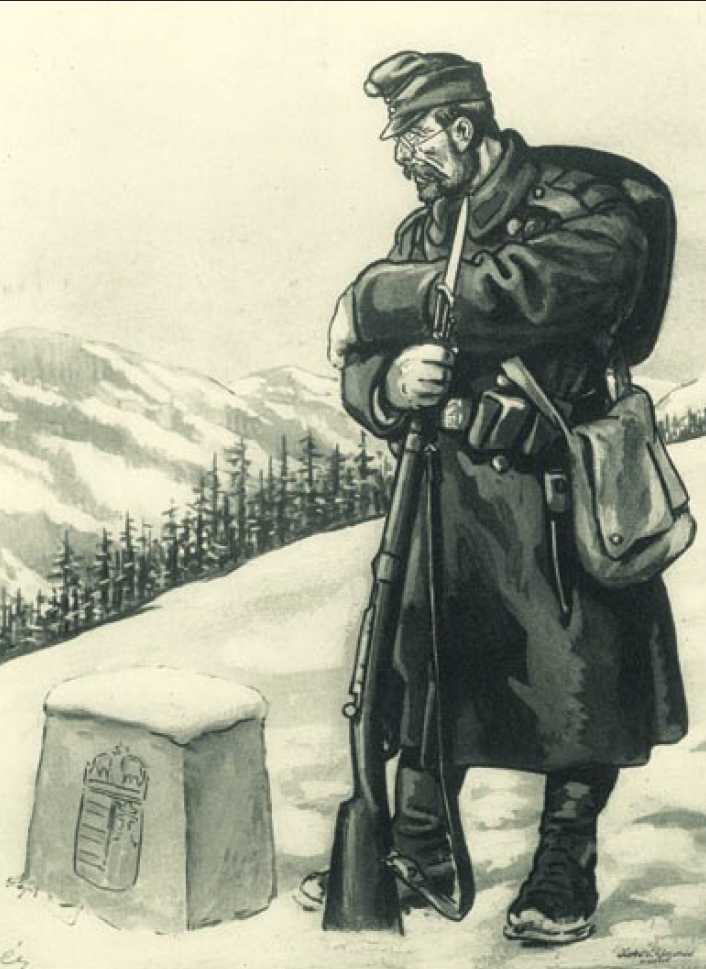
A magyar őrszem 1914